# 9662 Франкгуббард
9662 Франкгуббард (9662 Frankhubbard) — астероїд головного поясу, відкритий 12 квітня 1996 року.
Тіссеранів параметр щодо Юпітера — 3,299.